# 1023
1023 (MXXIII) fue un año común comenzado en martes del calendario juliano.

## Acontecimientos
- Fundación de la Taifa de Sevilla.
- Berenguer Ramón I asume el condado de Barcelona, al llegar a la mayoría de edad, tras la regencia de su madre, Ermesenda de Carcasona. No obstante, no gobernará en solitario, sino que su madre compartirá con él el poder.
- Carta del obispo Oliva a Sancho III, consejos para el buen gobierno:
  - Preservancia pacis
  - Delectio paganorum
  - Ecclesarium ad legem
- Se imprimió el primer papel moneda en China
- Se convoco una reunión entre el rey francés Roberto el Piadoso  y Enrique II de Alemania